# Szingapúr a 2008. évi nyári olimpiai játékokon
Szingapúr a kínai Pekingben megrendezett 2008. évi nyári olimpiai játékok egyik részt vevő nemzete volt. Az országot az olimpián 6 sportágban 25 sportoló képviselte, akik összesen 1 érmet szereztek.

## Érmesek
| Érem  | Versenyző                            | Sportág       | Versenyszám |
| ----- | ------------------------------------ | ------------- | ----------- |
| Ezüst | Feng Tian Wei Li Jia Wei Wang Jue Gu | Asztalitenisz | Női csapat  |

## Asztalitenisz

### Férfi
| Versenyző | Versenyszám | Selejtező         | 64-es főtábla     | 48-as főtábla                                             | 32-es főtábla                                                      | Nyolcaddöntő                                              | Negyeddöntő       | Elődöntő          | Döntő             | Helyezés |
| Versenyző | Versenyszám | Ellenfél Eredmény | Ellenfél Eredmény | Ellenfél Eredmény                                         | Ellenfél Eredmény                                                  | Ellenfél Eredmény                                         | Ellenfél Eredmény | Ellenfél Eredmény | Ellenfél Eredmény | Helyezés |
| --------- | ----------- | ----------------- | ----------------- | --------------------------------------------------------- | ------------------------------------------------------------------ | --------------------------------------------------------- | ----------------- | ----------------- | ----------------- | -------- |
| Gao Ning  | Egyes       |                   |                   |                                                           | Ruiwu Tan (CRO) · 6-11, 12-14, 4-11, 7-11                          | kiesett                                                   | kiesett           | kiesett           | kiesett           | 17.      |
| Yang Zi   | Egyes       |                   |                   | Marcos Freitas (POR) · 11-4, 6-11, 2-11, 11-3, 11-9, 11-6 | Chuan Chih-Yuan (TPE) · 14-12, 7-11, 11-8, 7-11, 5-11, 11-7, 12-10 | Zoran Primorac (CRO) · 7-11, 7-11, 11-4, 11-8, 7-11, 6-11 | kiesett           | kiesett           | kiesett           | 9.       |

#### Csapat
- Cai Xiao Li
- Gao Ning
- Yang Zi

B csoport
| Csapat       | JM | GY | V | GyJ | VJ | PT |
| ------------ | -- | -- | - | --- | -- | -- |
| Németország  | 3  | 3  | 0 | 27  | 14 | 6  |
| Horvátország | 3  | 2  | 1 | 24  | 15 | 4  |
| Szingapúr    | 3  | 1  | 2 | 19  | 23 | 2  |
| Kanada       | 3  | 0  | 3 | 9   | 27 | 0  |

| Szingapúr (SIN) | 3 – 0 | Kanada |

| Szingapúr (SIN) | 1 – 3 | Horvátország |

| Németország (GER) | 3 – 1 | Szingapúr |

| Csapat    | Helyezés |
| --------- | -------- |
| Szingapúr | 9.       |

### Női
| Versenyző     | Versenyszám | Selejtező         | 64-es főtábla     | 48-as főtábla     | 32-es főtábla                                     | Nyolcaddöntő                                                 | Negyeddöntő                                             | Elődöntő                                            | Döntő                                                               | Helyezés |
| Versenyző     | Versenyszám | Ellenfél Eredmény | Ellenfél Eredmény | Ellenfél Eredmény | Ellenfél Eredmény                                 | Ellenfél Eredmény                                            | Ellenfél Eredmény                                       | Ellenfél Eredmény                                   | Ellenfél Eredmény                                                   | Helyezés |
| ------------- | ----------- | ----------------- | ----------------- | ----------------- | ------------------------------------------------- | ------------------------------------------------------------ | ------------------------------------------------------- | --------------------------------------------------- | ------------------------------------------------------------------- | -------- |
| Wang Jue Gu   | Egyes       |                   |                   |                   | Nieves Wu (DOM) · 9-11, 11-9, 2-11, 8-11, 10-12   | kiesett                                                      | kiesett                                                 | kiesett                                             | kiesett                                                             | 17.      |
| Feng Tian Wei | Egyes       |                   |                   |                   | Tang Jeszo (KOR) · 11-4, 11-5, 11-3, 11-5         | Jie Li (NED) · 7-11, 13-11, 11-7, 11-5, 11-4                 | Csang Ji-ning (CHN) · 11-13, 14-12, 12-14, 10-12, 11-13 | kiesett                                             | kiesett                                                             | 5.       |
| Li Jia Wei    | Egyes       |                   |                   |                   | Boros Tamara (CRO) · 11-8, 11-7, 7-11, 11-6, 11-5 | Lin Ling (HKG) · 4-11, 14-12, 10-12, 11-8, 5-11, 11-9, 13-11 | Chen Wang (USA) · 15-13, 11-6, 12-10, 13-15, 11-4       | Csang Ji-ning (CHN) · 11-9, 8-11, 10-12, 8-11, 5-11 | Bronzmérkőzés · Kuo Jüe (CHN) · 6-11, 12-14, 11-9, 11-7, 3-11, 4-11 | 4.       |

#### Csapat
- Feng Tian Wei
- Li Jia Wei
- Wang Jue Gu

B csoport
| Csapat           | JM | GY | V | GyJ | VJ | PT |
| ---------------- | -- | -- | - | --- | -- | -- |
| Szingapúr        | 3  | 3  | 0 | 27  | 7  | 6  |
| Egyesült Államok | 3  | 2  | 1 | 21  | 14 | 4  |
| Hollandia        | 3  | 1  | 2 | 18  | 21 | 2  |
| Nigéria          | 3  | 0  | 3 | 3   | 27 | 0  |

| Szingapúr (SIN) | 3 – 0 | Egyesült Államok |

| Szingapúr (SIN) | 3 – 0 | Nigéria |

| Szingapúr (SIN) | 3 – 0 | Hollandia |

Elődöntő
| Szingapúr (SIN) | 3 – 2 | Dél-Korea |

Döntő
| Kína (CHN) | 3 – 0 | Szingapúr |

| Csapat    | Helyezés |
| --------- | -------- |
| Szingapúr |          |

## Atlétika
Férfi
| Versenyző     | Versenyszám | Előfutam | Előfutam | Előfutam | Negyeddöntő | Negyeddöntő | Negyeddöntő | Elődöntő | Elődöntő | Elődöntő | Döntő   | Döntő    |
| Versenyző     | Versenyszám | Idő      | Hely.    | Össz.    | Idő         | Hely.       | Össz.       | Idő      | Hely.    | Össz.    | Idő     | Helyezés |
| ------------- | ----------- | -------- | -------- | -------- | ----------- | ----------- | ----------- | -------- | -------- | -------- | ------- | -------- |
| Kang Li Loong | 100 m       | 10,73    | 6.       | 60.      | kiesett     | kiesett     | kiesett     | kiesett  | kiesett  | kiesett  | kiesett | kiesett  |

Női
| Versenyző     | Versenyszám | Selejtező | Selejtező | Döntő    | Döntő    |
| Versenyző     | Versenyszám | Eredmény  | Helyezés  | Eredmény | Helyezés |
| ------------- | ----------- | --------- | --------- | -------- | -------- |
| Zhang Guirong | Súlylökés   | 16,23 m   | 29.       | kiesett  | kiesett  |

## Sportlövészet
Férfi
| Versenyző    | Versenyszám | Selejtező | Selejtező | Döntő   | Döntő    |
| Versenyző    | Versenyszám | Pont      | Helyezés  | Pont    | Helyezés |
| ------------ | ----------- | --------- | --------- | ------- | -------- |
| Lee Wung Yew | Trap        | 110       | 28.       | kiesett | kiesett  |

## Tollaslabda
| Versenyző                          | Versenyszám  | Selejtező                        | 32-es főtábla                      | Nyolcaddöntő                                                       | Negyeddöntő                                               | Elődöntő          | Bronz- mérkőzés   | Döntő             | Helyezés |
| Versenyző                          | Versenyszám  | Ellenfél Eredmény                | Ellenfél Eredmény                  | Ellenfél Eredmény                                                  | Ellenfél Eredmény                                         | Ellenfél Eredmény | Ellenfél Eredmény | Ellenfél Eredmény | Helyezés |
| ---------------------------------- | ------------ | -------------------------------- | ---------------------------------- | ------------------------------------------------------------------ | --------------------------------------------------------- | ----------------- | ----------------- | ----------------- | -------- |
| Ronald Susilo                      | Férfi egyes  |                                  | Lee Chong Wei (MAS) · 13-21, 14-21 | kiesett                                                            | kiesett                                                   | kiesett           | kiesett           | kiesett           | 17.      |
| Xing Aiying                        | Női egyes    | Volha Konan (BLR) · 19-21, 12-21 | kiesett                            | kiesett                                                            | kiesett                                                   | kiesett           | kiesett           | kiesett           | 33.      |
| Jiang Yanmei Lee Yujia             | Női páros    |                                  |                                    | Egyesült Államok (USA) · Eva Lee · May Mangkalakiri · 21-12, 21-12 | Dél-Korea (KOR) · I Hjodzsong · I Kjongvon · 15-21, 12-21 | kiesett           | kiesett           | kiesett           | 5.       |
| Lee Yujia Hendri Kurniawan Saputra | Vegyes páros |                                  |                                    | Dánia (DEN) · Kamilla Rytter Juhl · Thomas Laybourn · 12-21, 14-21 | kiesett                                                   | kiesett           | kiesett           | kiesett           | 9.       |

## Úszás
Férfi
| Versenyző | Versenyszám | Előfutam | Előfutam | Előfutam | Elődöntő | Elődöntő | Elődöntő | Döntő   | Döntő    |
| Versenyző | Versenyszám | Idő      | Hely.    | Össz.    | Idő      | Hely.    | Össz.    | Idő     | Helyezés |
| --------- | ----------- | -------- | -------- | -------- | -------- | -------- | -------- | ------- | -------- |
| Bryan Tay | 200 m gyors | 1:50,41  | 1.       | 41.      | kiesett  | kiesett  | kiesett  | kiesett | kiesett  |

Női
| Versenyző     | Versenyszám    | Előfutam | Előfutam | Előfutam | Elődöntő | Elődöntő | Elődöntő | Döntő   | Döntő    |
| Versenyző     | Versenyszám    | Idő      | Hely.    | Össz.    | Idő      | Hely.    | Össz.    | Idő     | Helyezés |
| ------------- | -------------- | -------- | -------- | -------- | -------- | -------- | -------- | ------- | -------- |
| Tao Li        | 100 m pillangó | 57,77    | 1.       | 4.       | 57,54    | 3.       | 4.       | 57,99   | 5.       |
| Tao Li        | 200 m pillangó | 2:12,63  | 5.       | 26.      | kiesett  | kiesett  | kiesett  | kiesett | kiesett  |
| Lynette Lim   | 200 m gyors    | 2:02,30  | 5.       | 36.      | kiesett  | kiesett  | kiesett  | kiesett | kiesett  |
| Lynette Lim   | 400 m gyors    | 4:17,67  | 6.       | 30.      |          |          |          | kiesett | kiesett  |
| Lynette Lim   | 800 m gyors    | 8:45,56  | 6.       | 30.      |          |          |          | kiesett | kiesett  |
| Nicolette Teo | 100 m mell     | 1:10,75  | 7.       | 32.      | kiesett  | kiesett  | kiesett  | kiesett | kiesett  |
| Nicolette Teo | 200 m mell     | 2:34,60  | 6.       | 36.      | kiesett  | kiesett  | kiesett  | kiesett | kiesett  |
| Quah Ting Wen | 100 m gyors    | 56,14    | 1.       | 34.      | kiesett  | kiesett  | kiesett  | kiesett | kiesett  |
| Quah Ting Wen | 400 m vegyes   | 4:51,25  | 2.       | 32.      |          |          |          | kiesett | kiesett  |

## Vitorlázás
Férfi
| Versenyző                | Versenyszám    | Futam | Futam | Futam | Futam | Futam | Futam | Futam | Futam | Futam | Futam | Futam | Pontszám | Helyezés |
| Versenyző                | Versenyszám    | 1     | 2     | 3     | 4     | 5     | 6     | 7     | 8     | 9     | 10    | É     | Pontszám | Helyezés |
| ------------------------ | -------------- | ----- | ----- | ----- | ----- | ----- | ----- | ----- | ----- | ----- | ----- | ----- | -------- | -------- |
| Koh Seng Leong           | Laser          | 35    | 41    | 29    | 39    | 44    | 33    | 23    | 3     | 36    |       | -     | 239      | 36.      |
| Xu Yuan Zhen Terence Koh | 470-es osztály | 15    | 17    | 18    | 19    | 30    | 8     | 10    | 19    | 27    | 26    | -     | 159      | 22.      |

Női
| Versenyző               | Versenyszám    | Futam | Futam | Futam | Futam | Futam | Futam | Futam | Futam | Futam | Futam | Futam | Pontszám | Helyezés |
| Versenyző               | Versenyszám    | 1     | 2     | 3     | 4     | 5     | 6     | 7     | 8     | 9     | 10    | É     | Pontszám | Helyezés |
| ----------------------- | -------------- | ----- | ----- | ----- | ----- | ----- | ----- | ----- | ----- | ----- | ----- | ----- | -------- | -------- |
| Lo Man Yi               | Laser radial   | 21    | 14    | 18    | 26    | 24    | 27    | 26    | 16    | 3     |       | -     | 148      | 25.      |
| Toh Li Ying Deborah Ong | 470-es osztály | 17    | 17    | 15    | 18    | 18    | 18    | 20    | 16    | 19    | 18    | -     | 156      | 19.      |

É - éremfutam